# Antoni Bal·lero de Càndia
Antoni Bal·lero de Càndia (l'Alguer 1927 - 9 de març de 2009) fou un poeta i advocat alguerès, que el 1950 va ressuscitar la societat la Palmavera. La seva producció poètica és escrita gairebé tota en català, amb temàtica i mètrica variades, i que reflecteix la seva preocupació per escriure en un català normatiu, cosa que l'ha convertit en un dels capdavanters a l'Alguer, del corrent literari que proposa la integració en la tradició cultural catalana.

## Obres
- Música de serenades (1951)
- Vida (1951)
- Alghero, Cara de roses (1961)